# Call the Midwife
Call the Midwife is een dramaserie van de BBC over een groep vroedvrouwen in het Londense East End en speelt zich af in de jaren 50, 60 en 70 van de 20e eeuw. De cast bestaat onder meer uit Jessica Raine, Miranda Hart, Helen George, Bryony Hannah, Laura Main, Jenny Agutter, Pam Ferris, Judy Parfitt, Cliff Parisi, Stephen McGann, Ben Caplan, Emerald Fennell, Victoria Yeates, Linda Bassett en Charlotte Ritchie. De serie is ontwikkeld door Heidi Thomas en is gebaseerd op de memoires van vroedvrouw en verpleegster Jennifer Worth. De première van het eerste seizoen werd uitgezonden op 15 januari 2012.
Het grootste deel van de serie toont het dagelijkse leven van enkel vroedvrouwen en verpleegsters in het Londense Poplar van de 20e eeuw. Naast de dagelijkse bezigheden worden ook enkele historische gebeurtenissen in beeld gebracht: de babyboom na de Tweede Wereldoorlog, het oprichten van de National Health Service, de introductie van lachgas als pijnbestrijding, de schadelijke effecten van thalidomide en de introductie van de anticonceptiepil.
De show werd positief ontvangen en heeft meerdere prijzen en nominaties in de wacht kunnen slepen. De serie wordt ook geprezen omwille van het aan bod brengen van verschillende actuele onderwerpen en sociale, culturele en economische problemen uit die tijd: miskramen en doodgeboorte, abortus en ongewenste zwangerschap, aangeboren afwijkingen, armoede, ziektes en epidemieën, prostitutie, incest, religie, racisme, vooroordelen, alcoholisme, handicaps, (toen illegale) homoseksualiteit, vrouwelijke genitale verminking en liefde in al haar facetten.
Seizoen 15 is reeds bevestigd.

## Verhaal
Het verhaal volgt de net afgestudeerde verloskundige Jenny Lee, alsook het werk van de vroedvrouwen en nonnen van Nonnatus House, een verplegingsklooster in de achterstandswijk Poplar, in het Londense East End. De zusters en vroedvrouwen voeren verschillende verpleegkundige taken uit in de samenleving. Met de 80 tot 100 baby's die elke maand in Poplar alleen al geboren worden, is de primaire taak te zorgen voor een vlotte bevalling van de zwangere vrouwen in de wijk en nazorg te geven aan de ontelbare baby's.

## MAISON NONNATUS
RÉSIDENTS ENCORE LÀ
RELIGIEUSES 
- Ella BruccoleriSOEUR FRANCE
- Fenella WoolgarSOEUR HILDA
- Jenny AgutterSOEUR JULIENNE
- Miriam MargolyesSOEUR MILDRED
- Judy ParfittSOEUR  MONICA JOAN

### Seizoen 1
- Jenny Agutter als zuster Julienne (seizoen 1-)
- Pam Ferris als zuster Evangelina (seizoen 1-5)
- Judy Parfitt als zuster Monica Joan (seizoen 1-)
- Jessica Raine als verpleegster Jenny Lee (seizoen 1-3)
- Helen George als verpleegster Beatrix "Trixie" Franklin (seizoen 1-)
- Bryony Hannah als verpleegster Cynthia Miller (later zuster Mary Cynthia) (seizoen 1-)
- Miranda Hart als verpleegster Camilla "Chummy" Fortescue-Cholmondely-Browne (later Noakes) (seizoen 1-4)
- Laura Main als zuster Bernadette (later verpleegster Shelagh Turner) (seizoen 1-)
- Stephen McGann als dokter Patrick Turner (seizoen 1-)
- Cliff Parisi als Frederick "Fred" Buckle (seizoen 1-)
- Ben Caplan als agent Peter Noakes (later sergeant) (seizoen 1-6)

### Seizoen 2
- Max Macmillan als Timothy Turner (seizoen 2-)
- Dorothy Atkinson als verpleegster Jane Sutton (seizoen 2-4)
- Emerald Fennell als verpleegster Patience "Patsy" Mount (seizoen 2-6)

### Seizoen 3
- Victoria Yeates als zuster Winifred (seizoen 3-)
- Jack Ashton als eerwaarde Tom Hereward (seizoen 3-)

### Seizoen 4
- Charlotte Ritchie als verpleegster Barbara Gilbert (later Hereward) (seizoen 4-7)
- Linda Bassett als verpleegster Phyllis Crane (seizoen 4-)
- Kate Lamb als verpleegster Delia Busby (seizoen 4-6)
- Annabelle Apsion als Violet Buckle (seizoen 4-)

### Seizoen 5
- Liz White Rhoda Mullucks  (seizoen 5)
- Emily WeebSusan Mullucks (seizoen 5)

### Seizoen 6
- Harriet Walter als Sister Ursula (6)
- Jennifer Kirby als verpleegster Valerie Dyer (seizoen 6-)
- Sarah Winman als June Dyer mère de Valérie (6)

### Seizoen 7
- Leonie Elliott als verpleegster Lucille Anderson (seizoen 7-)

### Seizoen 8
- Miriam Margolyes als zuster Mildred (seizoen 8–)
- Fenella Woolgar als zuster Hilda (seizoen 8-)
- Ella Bruccoleri als zuster Frances (seizoen 8-)
- Georgie Glen als Miss Higgins (seizoen 8-)
- Marty Cruickshak als Jesu Emmanuel (seizoen 8)
- Antonio Magro als Clark Lombardi ( seizoen 8)
- Trevor Cooper als Aubrey Woolf (seizoen 8)